# Fischer Sándor (irodalomtörténész)
Fischer Sándor József (Buda, 1853. április 14. – Budapest, 1888. november 25.) takarékpénztári tisztviselő, irodalomtörténész, műfordító, a Petőfi Társaság tiszteletbeli tagja.

## Élete
Fischer Jakab bőrgyáros és Graeffl Mária fia volt. Apja 1855. december 16-án elhunyt. Az anyja fiát a legjobb nevelésben részesítette; hatéves korában már elvégezte elemi iskoláit; ekkor egy 1848-as honvédet kapott nevelőül, aki a fiút magyar szellemben nevelte és megtanította őt magyarul; emellett megtanult franciául és angolul, úgyhogy e nyelveken tökéletesen írt és beszélt; hozzávette később az olasz nyelvet is. A kereskedelmi akadémián bevégezte tanulmányait és külföldre ment, utazott Német-, Olasz- és Franciaországban; hosszabb ideig tartózkodott Németországban. Miután a család társalgási nyelve német volt, a magyar nyelv gyakorlásától elesett. Hazájába visszatérvén az egyesült budapesti fővárosi takarékpénztár tisztviselője lett. Korán feltámadt benne az irodalom iránt érzett nagy lelkesedése s meleg vonzalma; Gotthold Ephraim Lessing, Johann Wolfgang Goethe és Heinrich Heine mellett, a hazai költők közül különösen Madách Imre és Petőfi Sándor voltak azok, akik mélyebben hatottak rá, és ezt a két költőt alaposan tanulmányozta is. Fischer a legjobb nevű írókkal belső barátságban állott és felolvasásokat is tartott a budai Polgári körben. Három hónapig tartó betegsége (nyelvrák) ideje alatt jól tudta, hogy napjai meg vannak számlálva, erre mutat az a levél is, melyet Jókai Mórhoz intézett (Főv. Lapok. 1888. II.); nagy művének utolsó fejezeteit már kimondhatatlan fájdalmak közt írta lázban, reszkető kezekkel; utolsó öröme volt munkájának megjelenése és a Petőfi Társaságba tiszteletbeli tagnak való megválasztatása.

## Munkái
- Die Tragödie des Menschen. Dramatische Dichtung. Nach Eduard Paulay's Bühnen bearbeitung übersetz. Bpest, 1886.
- Petőfi's Leben und Werke. Eingeführt von Maurus Jókai. Mit dem Porträt von Alexander u. Julie Petőfi, drei Handzeichungen von Petőfi, einem autographischen Blatte in Facsimiledruck und einer Copie der Zwölf Punkte des ersten censurfreien Presserzeugnisses in Ungarn. Leipzig 1889. (Ism. Főv. Lapok 1888. 196. 280. 281. sz., P. Napló 241., Egyetértés 243., Alföld 205., Erd. Hiradó 212., M. Salon X. Egyet. Phil. Közlöny 1889. és Ungar Revue. A német és francia sajtó is osztatlan elismerettel fogadta. Munkájának magyar kiadása, melynek költségeire 10,000 frtot hagyott, ezen címmel jelent meg: Petőfi élete és munkái, ford. Tolnai Lajos. Bpest, 1889. Ism. Vasárn. Ujság 48. sz. Egyet. Philol. Közlöny 1890. sat.)